# Naucrace le Studite
Saint Naucrace le Studite était un disciple fidèle de saint Théodore Studite. Il lui succéda et fut higoumène du monastère du Stoudion de 826 à sa mort le 18 avril 848. Fête le 18 avril.
Il subit plusieurs fois la prison : pour avoir résolument pris position à propos du divorce de l'empereur Constantin VI ; pour avoir défendu des saintes icônes durant la persécution de Léon V. Il assiste au rétablissement définitif des images le dimanche 11 mars 843.